# Ястребы (фильм)
«Ястребы» (англ. Hawks) — британская трагикомедия режиссёра Роберта Миллера.
Фильм основан на рассказе, написанном Барри Гиббом и Дэвидом Инглишем.

## Сюжет
Адвокат Бэнкрофт и американский футболист Деккерменски пересекают Ла-Манш, чтобы отдохнуть напоследок в нидерландском борделе. Это последнее путешествие двух молодых людей перед их смертью. Бэнкрофт и Деккер впервые встретились в онкологическом отделении лондонской больницы и решили бросить вызов смерти.

## В ролях
- Тимоти Далтон — Бэнкрофт
- Энтони Эдвардс — Деккерменски
- Джанет Мактир — Хэйзел
- Камилла Кодури — Морин
- Джилл Беннетт — Вивиан Бэнкрофт
- Роберт Лэнг — Уолтер Бэнкрофт
- Пэт Старр — Майли Деккерменски
- Брюс Боа — Байрон Деккерменски
- Шила Хэнкок — Реджина
- Кэролайн Лэнгриш — Кэрол
- Конни Бут — медсестра Джарвис
- Джули Уоллес — сестра Уорда
- Джеффри Палмер